# 艾恩·迪里

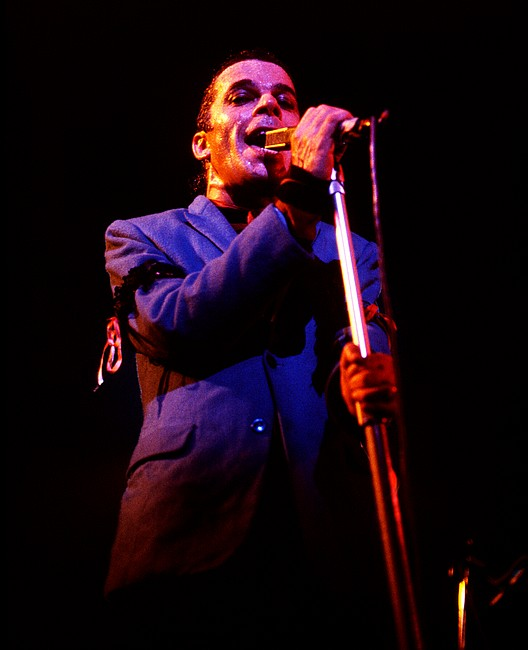
攝於1978年

艾恩·羅賓斯·迪里（英語：Ian Robins Dury）（1942年5月12日—2000年3月27日) 是一名英国摇滚歌手、艺术家，音樂风格为龐克和新浪潮，是The Blockheads的创建人和主唱。

## 生平
艾恩·迪里出生于哈洛倫敦自治市，他的创造力的根源可以追溯到他和妈妈一起阅读、写作和剪贴簿的时间。1949年，7岁的艾恩感染了小儿麻痹症，并在布伦特里医院度过了18个月，然后于1951年至1954年进入樱桃传统工艺学校为残疾儿童开设的学校，之后他转學到海威科姆皇家文法学校接受教育，尽管孩子们有各种残疾，學校让他们自己照顾自己，身体和精神上的困难並不少見，還有私立学校的传统，這些讓艾恩更加投入绘画和音乐，埃尔维斯普雷斯利和吉恩文森特以及蓝帽乐队的狂野摇滚成为他青少年时期的背景。
16岁离开学校后，艾恩·迪里选择了艺术学校，并于1959年在沃尔瑟姆斯托艺术学校入學，他对爵士乐的热爱帮助他顺利完成了学业。他遇到了画家彼得·布莱克（Sir Peter Blake），后者于1961年开始在沃尔瑟姆斯托任教。艾恩同時和一群对音乐充满热情的艺术家中互相學習，1963年艾恩和他的同學們都被皇家艺术学院的硕士课程录取，他开始了为期三年的学习，並成为一名插画家和美术教师。1971年艾恩组建他的第一支乐队，他成为主唱和作词人，与键盘手拉塞尔·哈迪和罗德·梅尔文共同创作，當時在伦敦的酒吧受到注目，并于1974年与「Dawn Records」签約。